# Инцидент с Манвелом Сарибекяном
Инцидент с Манвелом Сарибекяном — пленение азербайджанской армией 11 сентября 2010 года жителя приграничной деревни Ттуджур Армении, Манвела Сарибекяна. Произошло близ приграничной азербайджанской деревни Заманлы. В Азербайджане Сарибекян был обвинен в шпионаже и попытке проведения теракта. В Армении родственники Сарибекяна утверждали, что утром 11 сентября он отправился на сбор дров.
Власти Азербайджана опубликовали видео допроса на котором Сарибекян признавался в том что являлся членом диверсионной группы, которая перейдя границу Азербайджана, намеревалась взорвать школу в селе Заманлы. Министерство обороны Армении заявило, что на видеозаписи видны следы пыток, которым был подвергнут Сарибекян.
5 октября 2010 года Манвел Сарибекян был найден мертвым в тюрьме в Баку. Власти Азербайджана заявили, что он покончил с собой. Глава МИД Армении, Эдвард Налбандян, заявил, что Манвел Сарибекян был убит.
В 2020 году Европейский суд по правам человека признал нарушение Азербайджаном права на жизнь и запрета пыток в отношении Манвела Сарибекяна. Суд обязал власти Азербайджана выплатить родственникам Манвела Сарибекяна 60 тысяч евро и возобновить расследование его смерти.

## Рассмотрение в Европейском суде по правам человека
В 2011 году родители Манвела Сарибекяна подали жалобу в ЕСПЧ против Азербайджана. Заявители указали, что их сын был подвергнут пыткам и убит находясь в заключении в Азербайджане, по причине дискриминации на национальной почве, чем были нарушены статьи 2, 3, 13, 14 конвенции о защите прав человека и основных свобод.
В 2020 году ЕСПЧ рассмотрел дело «Сарибекян и Балаян против Азербайджана» и признал нарушение Азербайджаном права на жизнь и запрета на применение пыток в отношение Манвела Сарибекяна. Суд не стал расследовать нарушение статей 13, 14 о праве на эффективную защиту и запрет дискриминации, признав при этом, что расследование Азербайджаном смерти Сарибекяна было не отвечающим требованиям во многих аспектах, в том числе и в рассмотрении возможной роли ненависти на национальной почве.
Суд присудил родителям Сарибекяна 60 тысяч евро.
Один из 7 судей, рассматривавших дело, представитель Азербайджана, Латиф Гусейнов, проголосовал против решения и выразил особое мнение. По его мнению, жалобу не следовало рассматривать, поскольку был пропущен срок подачи жалобы в 6 месяцев.